# Platycoryne guingangae
Platycoryne guingangae är en orkidéart som först beskrevs av Heinrich Gustav Reichenbach, och fick sitt nu gällande namn av Robert Allen Rolfe. Platycoryne guingangae ingår i släktet Platycoryne och familjen orkidéer. Inga underarter finns listade i Catalogue of Life.